# Pastu nyelv
A pastu nyelv (pastu: پښتو, egyéb nevein: pasto, patán, patáni, patu, pahtu) az indoeurópai nyelvcsalád indoiráni alcsaládjának iráni ágába tartozó nyelv.
Elsősorban Afganisztánban és Pakisztánban beszélik, továbbá jelentős számú ember Iránban (kb. 100-150 ezer) és Németországban menekültként sokan; első és második nyelvként összesen 40-60 millióan.
A nyelv elég archaikus az újperzsához képest. Megkülönbözteti a hím- és a nőnemet, és vannak benne retroflex mássalhangzók.

## Írásmód
A pastu ábécé az arab ábécé egy módosított formáját használja. Az ábécéjük 44 betűből és 4 diakritikus jelből áll.
Irodalma a 17. század után alakult ki.

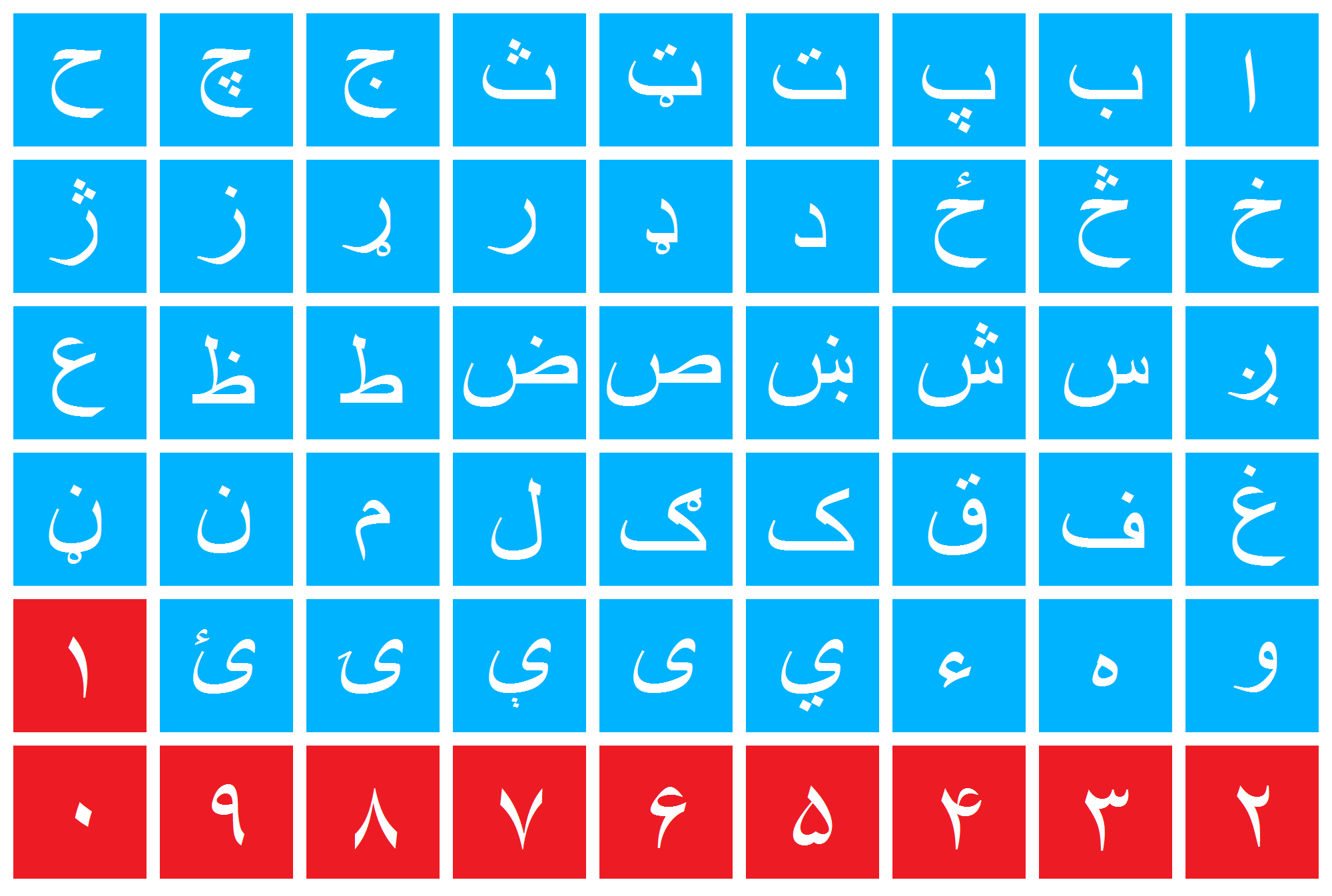
Pastu ábécé

| ا ā, — /ɑ, ʔ/ | ب b /b/ | پ p /p/ | ت t /t̪/             | ټ ṭ /ʈ/             | ث s /s/       | ج j /d͡ʒ/ | ځ ź /d͡z/             | چ č /t͡ʃ/  | څ c /t͡s/        | ح h /h/              | خ x /x/ |
| د d /d̪/       | ډ ḍ /ɖ/ | ﺫ z /z/ | ﺭ r /r/             | ړ ṛ /ɺ˞~ɻ/          | ﺯ z /z/       | ژ ž /ʒ/  | ږ ǵ (or ẓ̌) /ʐ, ʝ, ɡ/ | س s /s/   | ش š /ʃ/         | ښ x̌ (or ṣ̌) /ʂ, ç, x/ |         |
| ص s /s/       | ض z /z/ | ط t /t̪/ | ظ z /z/             | ع — /ʔ/             | غ ğ /ɣ/       | ف f /f/  | ق q /q/              | ک k /k/   | ګ g /ɡ/         | ل l /l/              |         |
| م m /m/       | ن n /n/ | ڼ ṇ /ɳ/ | و w, ū, o /w, u, o/ | ه h, a, ə /h, a, ə/ | ي y, ī /j, i/ | ې e /e/  | ی ay, y /ai, j/      | ۍ əi /əi/ | ئ əi, y /əi, j/ |                      |         |

## Nyelvjárások
- Déli
  - Kandahari
  - Kakar (vagy délkelet-dialektus)
  - Mandokhel-Shirani
  - Marwat-Lodi-Bettani
  - Dél-Karlani
- Északi
  - Észak-Karlani
  - Kharoti
  - Közép-pastu
  - Észak-pastu
  - Északkeleti
- Vaneci (pastu: وڼېڅي). A vanecit - amelyet elsősorban Beludzsisztánban beszélnek - részben a pastu egy dialektusának tekintik, azonban gyakran a mai pastutól különálló nyelvnek tekintik a nyelvészek.

## Pastu mondatok
| Vaneci nyelvjárás                                                               | Kandahari nyelvjárás                                                            | Fordítás                                  |
| ------------------------------------------------------------------------------- | ------------------------------------------------------------------------------- | ----------------------------------------- |
| اندي وګوړي چي موښ پيار غه څټ لېژدي وي indī waguṛī čī mōš piyār ğa tsaṭ lēždī wī | په دې کلي کې زموږ د پلار ډېر غوايان وه pə de kəli ki zmuẓ̌ də plār ḍer ğwāyān wə | Ebben a faluban apánknak sok tehene volt. |
| شمزې و خوارږه شوې مي دې غوزين šamze o xwāržə šwe mī de ğōzīn                    | شلومبې او خواږه شیدې هم چښي šlombe aw xwāẓ̌ə šide ham čṣ̌i                        | Ők is isznak írót és édes tejet.          |

## Szótárak
- Google Translate, pastu
- Ijunoon.  angol-pastu Archiválva 2016. április 3-i dátummal a Wayback Machine-ben

## Fordítás
- Ez a szócikk részben vagy egészben  a   Pashtu language című angol Wikipédia-szócikk fordításán alapul.  Az eredeti cikk szerkesztőit annak laptörténete sorolja fel. Ez a jelzés csupán a megfogalmazás eredetét és a szerzői jogokat jelzi, nem szolgál a cikkben szereplő információk forrásmegjelöléseként.
- Ez a szócikk részben vagy egészben  a   Paschtunische Sprache című német Wikipédia-szócikk fordításán alapul.  Az eredeti cikk szerkesztőit annak laptörténete sorolja fel. Ez a jelzés csupán a megfogalmazás eredetét és a szerzői jogokat jelzi, nem szolgál a cikkben szereplő információk forrásmegjelöléseként.